# تلفات جانی ناشی از فاجعه چرنوبیل

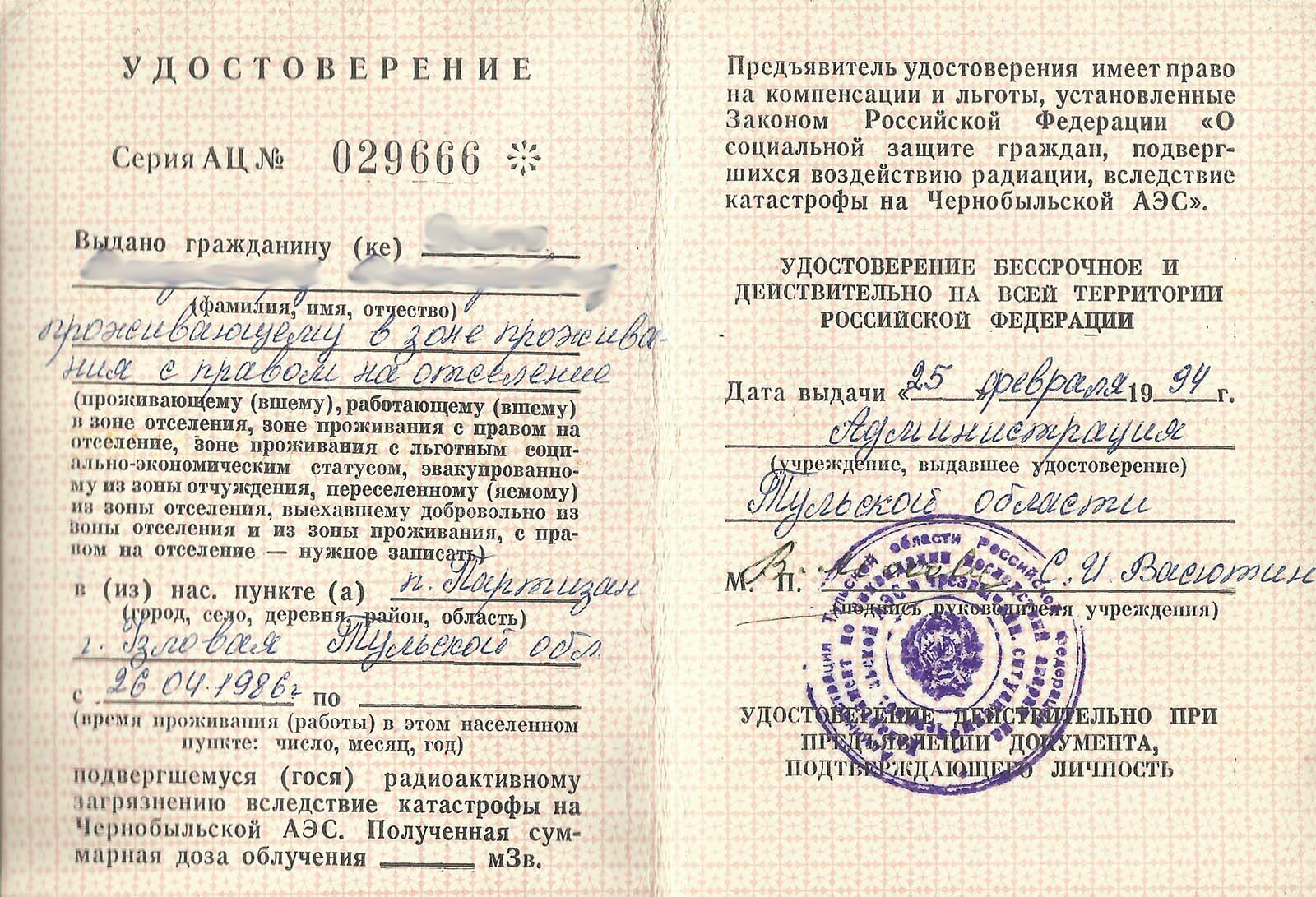
فاجعه چرنوبیل

فاجعه چرنوبیل، که به عنوان بزرگترین فاجعه هسته‌ای تاریخ شناخته می‌شود، روز ۲۶ آوریل سال ۱۹۸۶ در نیروگاه هسته‌ای چرنوبیل در جمهوری سوسیالیست شوروی اوکراین که در آن زمان بخشی از اتحاد جماهیر شوروی بود و اکنون در اوکراین است، رخ داد. از سال ۱۹۸۶ تا کنون، در خصوص کل تلفات جانی این فاجعه اتفاق نظر وجود نداشته‌است؛ و همان‌طور که ژورنال پزشکی لنست و سایر منابع اشاره کرده‌اند، این مسئله میان گروه‌های مختلف بسیار مورد بحث و جدل بوده‌است.
اگرچه تقریباً اتفاق نظر وجود دارد که مجموعاً ۳۱ یا ۵۴ نفر به صورت نتایج مستقیم ناشی از فاجعه، به علت آسیب ناشی از انفجار یا مسمومیت پرتوی (سندروم رادیوتراپی حاد یا ARS) فوت کردند، اما در مورد تعداد دقیق تلفات ناشی از اثرات بلند مدت فاجعه بر سلامتی افراد، بحث‌های گسترده‌ای وجود دارد و عدد آن از ۴۰۰۰ نفر تا ۹۳۰۰۰ نفر تخمین زده می‌شود.

## تعداد تلفات جانی مستقیم و کوتاه مدت
اگرچه تعداد مرگ و میر ناشی از اثرات بلند مدت فاجعه چرنوبیل، بحث برانگیزترین بخش مربوط به تخمین تعداد تلفات حادثه است، با این حال نظرات متفاوتی نیز در مورد تعداد مرگ و میر مستقیم و کوتاه مدت ناشی از تروما یا مسمومیت پرتوی (ARS) که از این حادثه ناشی شده‌است وجود دارد.
در ابتدا، آمار تلفات جانی شوروی خصوص مرگ و میر مستقیم ناشی از فاجعه چرنوبیل، صرفاً شامل دو کارگر نیروگاه هسته‌ای چرنوبیل بود که بلافاصله پس از انفجار رآکتور نیروگاه کشته شدند. با این حال تا اواخر سال ۱۹۸۶، مقامات شوروی گزارش رسمی را اصلاح کرده و تعداد تلفات مستقیم را از دو به ۳۱ افزایش دادند، عددی که برگرفته از مرگ ۲۹ کارگر دیگر نیروگاه در ماه‌های پس از حادثه بود. در چند دهه بعد از حادثه، بسیاری از مقامات شوروی و برخی منابع غربی، روی رقم ۳۱ به عنوان آمار رسمی تلفات حادثه پافشاری کردند، و همین موجب شد عدد ۳۱ به عنوان عدد رسمی آمار تلفات مستقیم و کوتاه مدت فاجعه تصویب شود.
در سال ۲۰۰۶، در پاسخ به اتهامات مداوم مبنی بر این که آمار رسمی ۳۱ نفر مرگ مستقیم بلافاصله پس از فاجعه، سایر تلفات ناشی از تروما و ARS را نادیده می‌گیرد، کمیته علمی سازمان ملل متحد در خصوص تأثیرات تابش اتمی (UNSCEAR)، مجدداً به بررسی مسئله پرداخت. UNSCEAR تعداد مرگ میر فوری حادثه را به ۵۴ تغییر داد و در این میان به تلفات ناشی از تروما یا ARS که طی ۱۹۸۶ و ۱۹۸۷ رخ داد و وابسته به این فاجعه بود اشاره کرد (از جمله مرگ یک پزشک و یک روزنامه‌نگار که کمی بعد از حادثه انفجار رآکتور به نیروگاه آمدند و نیز خدمه یک هلیکوپتر که در تلاش هوایی برای ریختن یک مخلوط استات ضدعفونی‌کننده در اکتبر ۱۹۸۶، از بین رفتند) UNSCEAR طی این پروسه اذعان کرد که برخی گروه‌هایی که در حال بررسی همین داده‌ها هستند، از عدد حداقل ۴۹ یا حداکثر ۵۹ سخن می‌گویند. بسیاری از آژانس‌های سازمان ملل متحد، از آن زمان عدد ۵۴ را به عنوان رقم رسمی تلفات کوتاه مدت مستقیماً وابسته به فاجعه چرنوبیل اعلام کرده‌اند.
برخی از سایر بازماندگان فراری مناطقی که اکنون شامل منطقه انحصاری چرنوبیل و منطقه رادیواکولوژیک پولِسی هستند، استدلال می‌کنند که در تلفات رسمی مستقیم حادثه، مرگ و میر ناشی از تروما و ARS که ادعا می‌کنند خوشان در هفته‌ها و ماه‌های پس از انفجار رآکتور به چشم شاهد بوده‌اند، لحاظ نشده‌است. در پاسخ، سازمان‌های موسسات ملل متحد (از جمله آژانس بین‌المللی انرژی اتمی و انجمن چرنوبیل) این گونه ادعاهای بازماندگان را تحت عناوین اطلاعات غلط، «اسطوره شهری»، یا رادیوفوبیا، کوچک می‌شمارند.

## مباحثات پیرامون گزارش‌های ۲۰۰۵ و ۲۰۰۶ سازمان ملل
در ماه اوت ۱۹۸۶ (در نخستین کنفرانس بین‌المللی فاجعه چرنوبیل)، آژانس بین‌المللی انرژی اتمی آمار ۴۰۰۰ نفر را به عنوان عدد کلی مرگ و میر ناشی از حادثه در بلند مدت، اعلام کرد ولی نه به شکل رسمی. در سال ۲۰۰۵ و ۲۰۰۶، گروهی مشترک از سازمان ملل متحد و دولت‌های اوکراین، بلاروس، و روسیه همکاری کردند تا در خصوص اثرات حادثه از طریق مجموعه‌ای از گزارش‌هایی که حاصل ۲۰ سال تحقیق برای رسمی کردن برآوردهای قبلی سازمان جهانی بهداشت، سازمان ملل متحد، و سازمان انرژی اتمی از عدد ۴۰۰۰ تلفات بود، به اجماع بین‌المللی برسند.